# Live at Newport (альбом Джуди Коллинз)
| Оценки критиков               | Оценки критиков |
| Источник                      | Оценка          |
| ----------------------------- | --------------- |
| AllMusic                      | [ 1 ]           |
| Encyclopedia of Popular Music | [ 2 ]           |

Live at Newport — концертный сборник американской певицы Джуди Коллинз, выпущенный 25 октября 1994 года на лейбле Vanguard Records.

## Об альбоме
На альбоме представлены песни, записанные на фолк-фестивале в Ньюпорте в 1959, 1963, 1964 и 1966 годах. Ни одна из записей, за исключением «The Greenland Whale Fisheries», ранее не издавалась.

## Отзывы критиков
Ричи Унтербергер в своей рецензии отметил, что альбом действительно отражает художественный рост Коллинз от интерпретатора народных песен до исполнителя более современного материала от Боба Дилана и Ричарда Фариньи. В целом она назвал сборник приятным, и если не важнейшим, дополнением к дискографии певицы.

## Список композиций
| №                   | Название                                              | Автор(ы)                       | Длительность |
| ------------------- | ----------------------------------------------------- | ------------------------------ | ------------ |
| 1.                  | «Introduction»                                        | Теодор Бикель                  | 0:23         |
| 2.                  | «The Greenland Whale Fisheries»                       | народная                       | 3:55         |
| 3.                  | «Anathea»                                             | Лидия Вуд                      | 4:21         |
| 4.                  | «The Bonnie Ship the Diamond»                         | народная                       | 2:43         |
| 5.                  | «Turn! Turn! Turn! (To Everything There Is a Season)» | народная                       | 4:07         |
| 6.                  | «Blowin' in the Wind»                                 | Боб Дилан                      | 4:27         |
| 7.                  | «Hey, Nelly Nelly»                                    | Джим Фридман, Шел Сильверстейн | 3:16         |
| 8.                  | «The Great Silkie»                                    | народная                       | 5:33         |
| 9.                  | «Carry It On»                                         | Гил Тернер                     | 3:01         |
| 10.                 | «Hard Lovin' Lover»                                   | Ричард Фаринья                 | 3:07         |
| 11.                 | «The Coming of the Roads»                             | Билли Эдд Уилер                | 4:10         |
| 12.                 | «Silver Dagger»                                       | народная                       | 3:43         |
| 13.                 | «Get Together»                                        | Честер Пауэрс                  | 2:52         |
| 14.                 | «Bull Gine Run»                                       | народная                       | 3:02         |
| Общая длительность: | Общая длительность:                                   | Общая длительность:            | 49:06        |